# ویلا گارسیا
ویلا گارسیا (به لاتین: Villa García) یک منطقهٔ مسکونی در اروگوئه است که در مونته‌ویدئو واقع شده‌است.